# Teleutaea nigra
Teleutaea nigra là một loài tò vò trong họ Ichneumonidae.